# Kapitulation in der Saldanhabucht

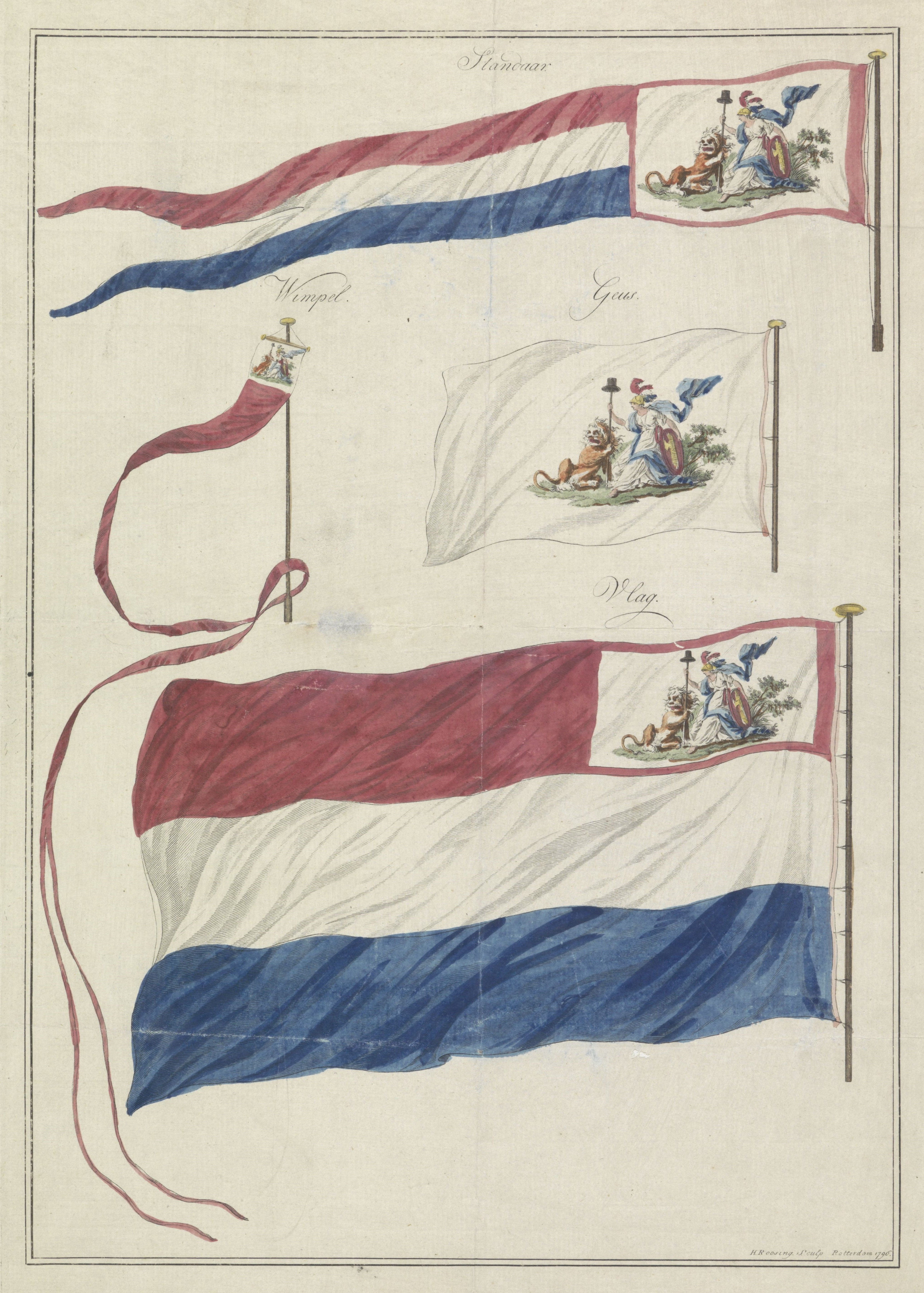
Flaggen der Batavischen Republik und Gösch der Kriegsmarine

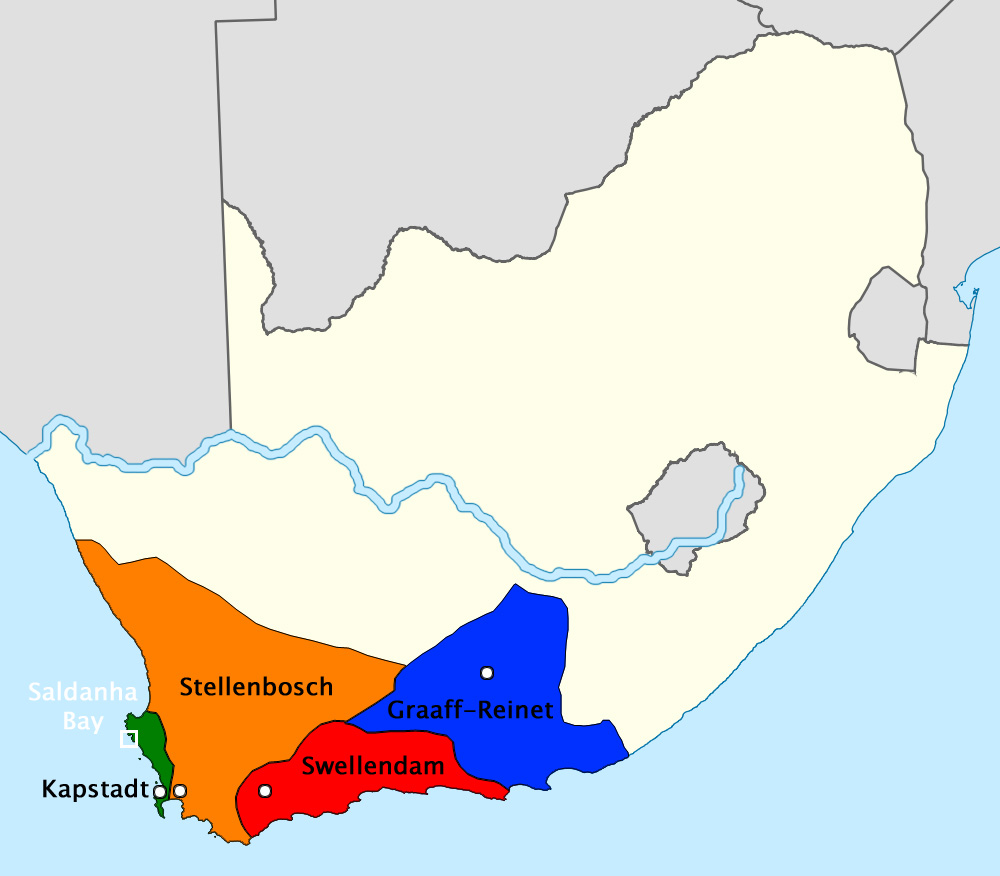
Die Kapkolonie mit den batavischen Tochterrepubliken Graaff-Reinet (blau) und Swellendam (rot) am Vorabend der britischen Okkupation 1795

Mit der Kapitulation in der Saldanhabucht im August 1796 scheiterte der niederländische Versuch, die im Vorjahr an die Briten verlorene Kapkolonie zurückzuerobern. Die in der Saldanhabucht ankernde niederländische Flotte ergab sich kampflos der britischen Royal Navy.

## Ausgangssituation
Bereits während des parallel zum Amerikanischen Unabhängigkeitskrieg verlaufenden Vierten Englisch-Niederländischen Krieges hatte es 1781 eine Seeschlacht zwischen Briten und Niederländern in der Saldanhabucht gegeben, und bereits während dieses Krieges hatte eine interne Spaltung der niederländischen Admiralität und des Offizierscorps eine energische Seekriegsführung verhindert. Ein Großteil der Admirale unterstützte die Adelspartei des niederländischen Erbstatthalters Wilhelm V. aus dem Hause Oranien; die Oranier (Orangisten) waren probritisch gesinnt. Die zu einem geringeren Teil ebenfalls aus dem Adel, vor allem aber aus dem städtischen Bürgertum stammenden Gegner der oligarchischen und korrupten Herrschaft der Oranier bezeichneten sich selbst als „Patrioten“ und waren eher republikanisch, demokratisch und profranzösisch.

### Oranier gegen Patrioten
Die Empörung über den für die Niederlande nachteiligen Friedensschluss mit Großbritannien mündete 1786 in einen gegen die Oranier gerichteten Aufstand in Hattem und Elburg in Gelderland, auch Utrecht und Holland fielen von den Oraniern ab. Als Preußen zugunsten der gestürzten Oranier militärisch intervenierte, mussten die Patrioten sich angesichts ausbleibender französischer Hilfe 1787 zunächst geschlagen geben.
Die nach Frankreich geflohenen Patrioten bildeten dort Exil-Legionen, die zusammen mit französischen Revolutionstruppen im Januar 1795 die Niederlande besetzten und die Batavische Republik ausriefen. Der erneut gestürzte Erbstatthalter floh nach Großbritannien und ermächtigte die Briten, zumindest die niederländischen Überseekolonien zu besetzen und in seinem Namen zu verwalten. Die niederländischen Gouverneure forderte er auf, sich den Briten zu ergeben.

### Machtkampf in der Kapkolonie
In der südafrikanischen Kapkolonie kam es daraufhin zu Auseinandersetzungen zwischen Oraniern und Patrioten, aber auch zwischen patriotischen Siedlern und der Niederländischen Ostindien-Kompanie. Britische Truppen landeten und besetzten die Kolonie. Die Patrioten hatten demgegenüber bereits im Februar 1795 in Swellendam und Graaf-Reinet batavische Tochterrepubliken gegründet, doch schon im Juni wurde Swellendam unterworfen, und im September 1795 kapitulierte der niederländische Gouverneur in Kapstadt.
Zumindest aber in der Republik Graaff-Reinet konnten sich die Patrioten gegen Oranier und Briten zunächst behaupten. Gedrängt durch die Schutzmacht Frankreich und auf die Unterstützung durch die Patrioten vor Ort vertrauend, entsandte die Batavische Republik im März 1796 eine niederländische Flotte und ein kleines Expeditionskorps zur Rückeroberung der Kapkolonie.

## Meuterei statt Seeschlacht

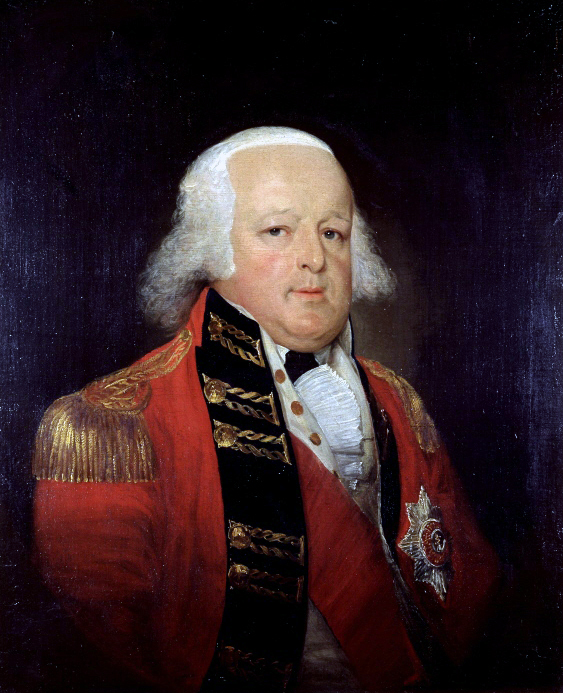
James Henry Craig
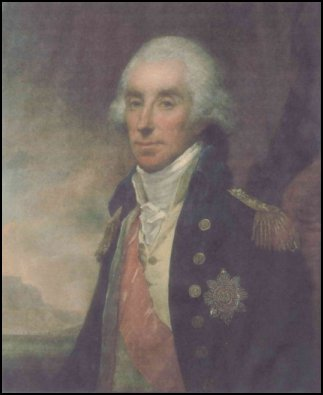
George Elphinstone
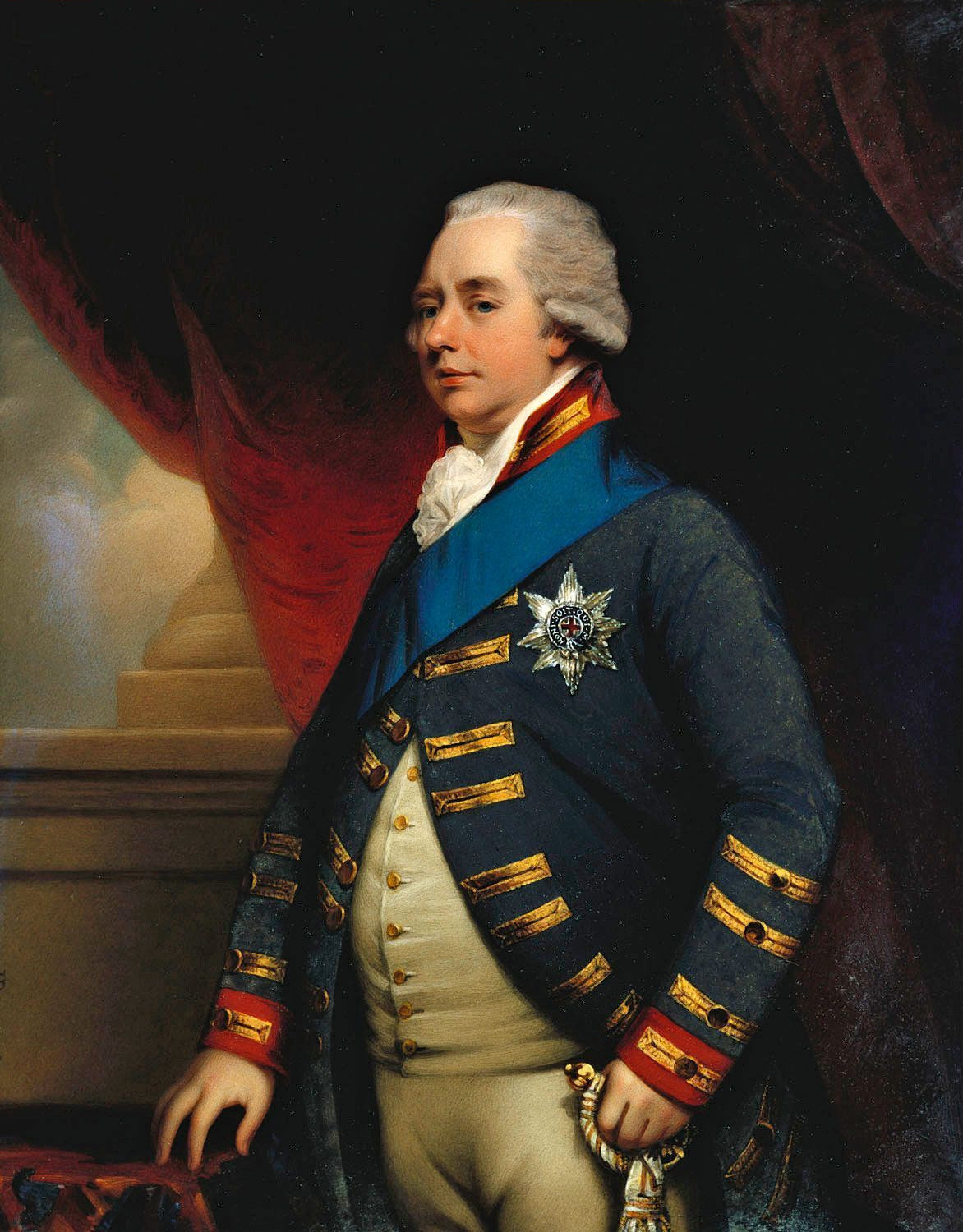
Wilhelm von Oranien

Mit neun Kriegsschiffen und 2000 Marinesoldaten ging der niederländische Konteradmiral Engelbertus Lucas am 6. August 1796 in der Saldanhabucht vor Anker. Er blieb jedoch untätig bzw. war mit Reparaturen und Kranken beschäftigt, bis britische Truppen unter General James Henry Craig am 14. August die Stadt Saldanha besetzten. Am 16. August erschien zudem eine überlegene britische Flotte unter Vizeadmiral George Elphinstone und schloss das niederländische Geschwader in der Bucht ein.
Am 17. August nahmen Lucas und seine Offiziere die britische Aufforderung zur Kapitulation an und lieferten die neun niederländischen Schiffe kampflos aus. Vor einem niederländischen Kriegsgericht versuchte Lucas 1797 sich damit zu rechtfertigen, dass auf den Schiffen eine von Oraniern inspirierte Meuterei ausgebrochen sei und Widerstand unmöglich gemacht habe. Tatsächlich aber brach auf einigen Schiffen eine patriotische Meuterei gegen die Kapitulation aus, die erst von den Briten unterdrückt wurde.

## Folgen
Ohne Aussicht auf Hilfe aus der Heimat kapitulierte daraufhin am 22. August 1796 auch die Republik Graaff-Reinet. Damit war die gesamte Kapkolonie unter Kontrolle der Briten und ihrer orangistischen Verbündeten.

## Weblink
- Website der Königlichen Marine: Übergabe des Niederländischen Geschwaders an die Briten in der Saldanhabucht (Memento vom 28. März 2014 im Internet Archive) (niederländisch)